# Vaccinium virgatum
Espèce
Statut de conservation UICN

 LC  : Préoccupation mineure
Vaccinium virgatum (communément appelé myrtille à œil de lapin, Myrtille à petites fleurs, ou Myrtille noire du sud) est une espèce de plantes à fleurs du genre Vaccinium (les myrtilles) et de la famille des Ericaceae, originaire du sud-est des États-Unis, de la Caroline du Nord au sud jusqu'à la Floride et à l'ouest jusqu'au Texas.
Synonymes : Vaccinium amoenum *V. ashei J.M.Reade

## Caractéristiques
Vaccinium virgatum est un arbuste à feuilles caduques proche de Vaccinium corymbosum mais pouvant atteindre 6 m de haut et résistant à la chaleur et à la sécheresse,

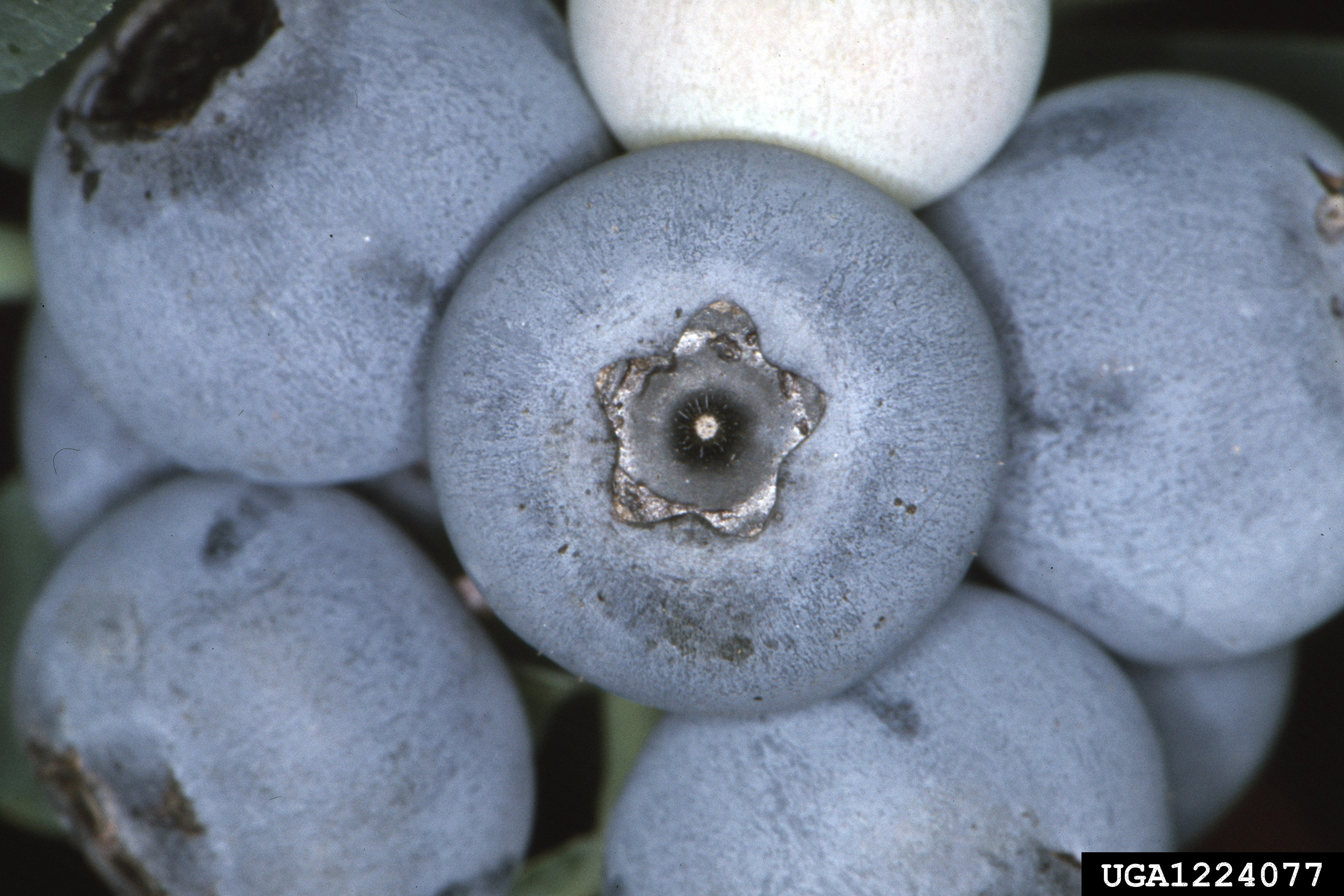
Baies comestibles.

Les feuilles sont aplaties à elliptiques étroites, 6 à 8 cm de long et passent du rouge-bronze au printemps pour se développer en vert foncé. Les fleurs sont blanches, en forme de cloche, 5 mm de long. Les fruits forment une grappe. Ce sont des baies de 5 mm de diamètre. Leur couleur est bleue foncée à noire, paraissant bleu-grise pâle par recouvrement d'une fine couche de cire.

### Pollinisation

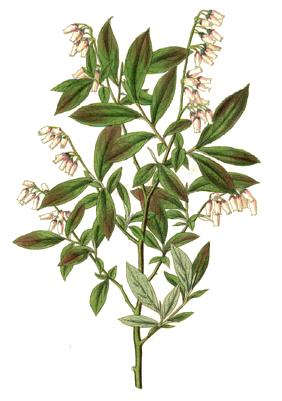
Vaccinium virgatum Curtis’s botanical magazine (1836).

Vaccinium virgatum est auto-stérile et il faut deux variétés ou plus pour la pollinisation réciproque. Les abeilles sont des pollinisateurs inefficaces, et les abeilles charpentières coupent fréquemment les corolles pour prélever le nectar sans polliniser les fleurs. V. virgatum donne de meilleurs résultats lorsqu'il est pollinisé par des bourdons, comme Habropoda laboriosa.

## Utilisations

### Culinaire
Les baies de Vaccinium virgatum sont comestibles et sont utilisées comme sauces et sirops sur les pains, muffins, crêpes et tartes, et peuvent avoir des propriétés analgésiques (antinociceptive effets).

### Ornementale
Vaccinium virgatum est cultivé comme plante ornementale, en particulier pour ses couleurs d'automne, généralement orange vif ou rouge.

## Agriculture et horticulture
Vaccinium virgatum pousse mieux sur un sol acide. Comm il n'est pas autofertile, deux variétés compatibles doivent être plantées l'une à côté de l'autre pour obtenir la fructification. S'il est protégé par du mulch, il peut supporter des températures aussi basses que - 12 degrés. Les fruits mûrissent à des hauteurs de 1 à 2 m. La plante a peu de problèmes d'insectes ou de maladies, mais les oiseaux et les écureuils consomment ses fruits.

## Aspects économiques
La production mondiale est estimée à 14 000 t produite sur une surface de 4 000 ha. Les fruits congelés importés en Europe ont souvent peu de goût comparés à V.corymbosum.